# Кіцманська міська рада
Кі́цманська міська́ ра́да — адміністративно-територіальна одиниця та орган місцевого самоврядування в Кіцманському районі Чернівецької області. Адміністративний центр — місто Кіцмань.

## Загальні відомості
- Населення ради: 6 904 особи (станом на 1 січня 2012 року)

## Населені пункти
Міській раді підпорядковані населені пункти:
- м. Кіцмань

## Склад ради
Рада складається з 26 депутатів та голови.
- В.о. голови Кіцманської міської ради: Семенюк Іван Васильович(з 07.01.2025)[1]
- Секретар ради: Семенюк Іван Васильович

### Керівний склад попередніх скликань
| Прізвище, ім'я, по батькові  | Основні відомості                                                    | Дата обрання | Дата звільнення |
| ---------------------------- | -------------------------------------------------------------------- | ------------ | --------------- |
| Мельниченко Богдан Дмитрович | Міський голова, 1960 року народження, безпартійний                   | 26.03.2006   | 01.02.2010      |
| Булега Сергій Борисович      | Міський голова, 1979 року народження, освіта вища, безпартійний      | 20.06.2010   | 07.01.2025      |
| Семенюк Іван Васильович      | В.о міського голови, 1988 року народження, освіта вища, безпартійний | 07.01.2025   | По даний час    |

Примітка: таблиця складена за даними сайту Верховної Ради України

### Депутати
За результатами місцевих виборів 2010 року депутатами ради стали:

#### За суб'єктами висування
| Суб'єкт висування                                       | Кількість обраних депутатів | %    |
| ------------------------------------------------------- | --------------------------- | ---- |
| Політична партія «Фронт Змін»                           | 8                           | 26,7 |
| Партія «За Права Людини»                                | 7                           | 23,3 |
| Політична партія Всеукраїнське об'єднання «Батьківщина» | 7                           | 23,3 |
| Партія регіонів                                         | 2                           | 6,7  |
| Політична партія Всеукраїнське об'єднання «Свобода»     | 2                           | 6,7  |
| Політична партія «Наша Україна»                         | 2                           | 6,7  |
| Партія Зелених України                                  | 1                           | 3,3  |
| Політична партія Народний Рух України                   | 1                           | 3,3  |

#### За округами
| № округу                                                | Прізвище, ім'я, по батькові      | Дата визнання обраним | Освіта             | Партійна приналежність                        | Відомості про обраного депутата                                                |
| ------------------------------------------------------- | -------------------------------- | --------------------- | ------------------ | --------------------------------------------- | ------------------------------------------------------------------------------ |
| Партія «За Права Людини»                                |                                  |                       |                    |                                               |                                                                                |
| б/м                                                     | Гешко Іван Тарасович             | 03.11.2010            | вища               | член Партії «За Права Людини»                 | військовослужбовець                                                            |
| б/м                                                     | Олійник Олександр Васильович     | 03.11.2010            | вища               | позапартійний                                 | Кіцманська міська рада, керівник відділу земельних ресурсів                    |
| 9                                                       | Булега Борис Миколайович         | 03.11.2010            | вища               | позапартійний                                 | Кіцманська загальноосвітній навчальний заклад І-ІІІ ст., директор школи        |
| 11                                                      | Кантемір Дмитро Дмитрович        | 03.11.2010            | середня спеціальна | член Партії «За Права Людини»                 | приватний підприємець                                                          |
| 13                                                      | Гешко Ярослав Миколайович        | 03.11.2010            | середня спеціальна | позапартійний                                 | Кіцманська міська рада, заступник голови м/р                                   |
| 14                                                      | Фурман Микола Дмитрович          | 03.11.2010            | середня спеціальна | позапартійний                                 | ВУЖКГ, організатор ритуальних послуг                                           |
| 15                                                      | Лісничук Валентин Миколайович    | 03.11.2010            | вища               | позапартійний                                 | Кіцманський РЕМ, головний інженер                                              |
| Партія Зелених України                                  |                                  |                       |                    |                                               |                                                                                |
| 5                                                       | Гешко Володимир Васильович       | 03.11.2010            | вища               | член Партії Зелених України                   | приватний підприємець                                                          |
| Партія регіонів                                         |                                  |                       |                    |                                               |                                                                                |
| б/м                                                     | Загороднюк Юрій Олексійович      | 03.11.2010            | вища               | член Партії регіонів                          | фізична особа — підприємець                                                    |
| б/м                                                     | Андрієць Олександр Олександрович | 03.11.2010            | вища               | член Партії регіонів                          | сільський виробничий кооператив «Киселівський», голова правління               |
| Політична партія Всеукраїнське об'єднання «Батьківщина» |                                  |                       |                    |                                               |                                                                                |
| б/м                                                     | Гешко Віталій Іванович           | 03.11.2010            | середня спеціальна | член Всеукраїнського об'єднання «Батьківщина» | Кіцманська гімназія, директор                                                  |
| б/м                                                     | Семененко Тетяна Миколаївна      | 03.11.2010            | вища               | член Всеукраїнського об'єднання «Батьківщина» | студентка                                                                      |
| б/м                                                     | Лупул Ольга Василівна            | 03.11.2010            | вища               | член Всеукраїнського об'єднання «Батьківщина» | приватний підприємець                                                          |
| б/м                                                     | Македон Валентина Петрівна       | 03.11.2010            | вища               | член Всеукраїнського об'єднання «Батьківщина» | Кіцманський навчально консультативний центр, методист                          |
| 1                                                       | Магльона Валерій Григорович      | 03.11.2010            | вища               | позапартійний                                 | ЦРЛ, лікар                                                                     |
| 2                                                       | Павлюк Валентина Георгіївна      | 03.11.2010            | вища               | член Всеукраїнського об'єднання «Батьківщина» | Кіцманська міська рада, секретар                                               |
| 12                                                      | Тимофійчук Іван Дмитрович        | 03.11.2010            | вища               | член Всеукраїнського об'єднання «Батьківщина» | ЦЕЗ № 2 ЧФ ВАТ «Укртелеком», начальникДТЕЛС                                    |
| Політична партія Всеукраїнське об'єднання «Свобода»     |                                  |                       |                    |                                               |                                                                                |
| б/м                                                     | Попович Тетяна Василівна         | 03.11.2010            | вища               | член Всеукраїнського об'єднання «Свобода»     | Кіцманський РЦСССДМ, спеціаліст І категорії                                    |
| б/м                                                     | Чуприна Петро Мирославович       | 03.11.2010            | вища               | член Всеукраїнського об'єднання «Свобода»     | тимчасово не працює                                                            |
| Політична партія Народний Рух України                   |                                  |                       |                    |                                               |                                                                                |
| 10                                                      | Гордей Богдан Олександрович      | 03.11.2010            | вища               | позапартійний                                 | Кіцманська художня школа, вчитель                                              |
| Політична партія «Наша Україна»                         |                                  |                       |                    |                                               |                                                                                |
| б/м                                                     | Токарюк Валентин Іванович        | 03.11.2010            | вища               | член Політичної партії «Наша Україна»         | Кіцманська районна спілка споживчих товариств, юрисконсульт                    |
| 8                                                       | Королюк Юрій Іванович            | 03.11.2010            | середня спеціальна | член Політичної партії «Наша Україна»         | Кіцманський загально-освітній навчальний заклад І-ІІІ ст., заступник директора |
| Політична партія «Фронт Змін»                           |                                  |                       |                    |                                               |                                                                                |
| б/м                                                     | Задубрівська Галина Іванівна     | 03.11.2010            | вища               | член Політичної партії «Фронт Змін»           | Кіцманське кооперативне підприємство, завідувачка магазину                     |
| б/м                                                     | Марусяк Олександр Юрійович       | 03.11.2010            | вища               | член Політичної партії «Фронт Змін»           | ЧРФДП «Центр ДЗК», директор                                                    |
| б/м                                                     | Касперський Микола Миколайович   | 03.11.2010            | вища               | член Політичної партії «Фронт Змін»           | приватний підприємець                                                          |
| б/м                                                     | Озарчук Інна Василівна           | 03.11.2010            | вища               | член Політичної партії «Фронт Змін»           | приватний підприємець                                                          |
| 3                                                       | Страдецький Сергій Миколайович   | 03.11.2010            | вища               | член Політичної партії «Фронт Змін»           | КВП «Чернівцівтормет» м. Чернівці, головний бухгалтер                          |
| 4                                                       | Жуківський Дмитро Іларійович     | 03.11.2010            | середня спеціальна | член Політичної партії «Фронт Змін»           | приватний підприємець                                                          |
| 6                                                       | Петречук Світлана Степанівна     | 03.11.2010            | середня спеціальна | член Політичної партії «Фронт Змін»           | Кіцманський технікум КПДУ, медичний працівник                                  |
| 7                                                       | Фівчук Дмитро Іванович           | 03.11.2010            | вища               | член Політичної партії «Фронт Змін»           | Кіцманська ЦРЛ, лікар-невропатолог                                             |